# Brutto, netto og tara
Brutto, tara og netto er udtryk der blandt andet anvendes i forbindelse med løn, skat, vægt og priser.

## Oprindelse
Brutto - fra italiensk brutto 'snavset, rå', af latin brutus 'rå, dyrisk'
Tara - fra arabisk tarha egentlig 'det som kastes bort'
Netto - fra italiensk netto 'klar, ren, nøjagtig'

## Anvendelse

### Vægt
I forbindelse med vægten af en vare anvendes netto uden emballage, tara for selve emballagens vægt og brutto med emballage.
Tara kan for eksempel ses på gasflasker. En 5 kg flaske (netto, den rene gasvægt) kan være påtrykt 8,8 kg tara. Det vil sige en fuld flaske vejer 13,8 kg brutto.
Hvis man har en vejeseddel fra en grusgrav, så er tara lastbilens tomvægt, brutto er lastbilens vægt efter at den er lastet, og netto er vægten af selve lasten.

### Priser
Begreberne brutto og netto bruges også i forbindelse med priser, hvor nettopris + omkostninger (tara) = bruttopris.

### Løn og skat
Begreberne benyttes også i anden sammenhæng - således kan bruttoløn betegne den løn din arbejdsgiver udbetaler inden fratrækning af skat, mens nettoløn er et udtryk for det beløb der overføres til medarbejderens bankkonto.
På samme måde anvendes udtrykket "bruttoskat" om skat som beregnes af den samlede indkomst uden eventuelle skattefradrag.
| Sprog | Spire Denne artikel om sprog er en spire som bør udbygges. Du er velkommen til at hjælpe Wikipedia ved at udvide den. |